# Starověká písma
Tento článek pojednává o písmech, která vznikla během období starověku nebo byla využívána civilizacemi, které ve starověku existovaly.  

## Vznik písem

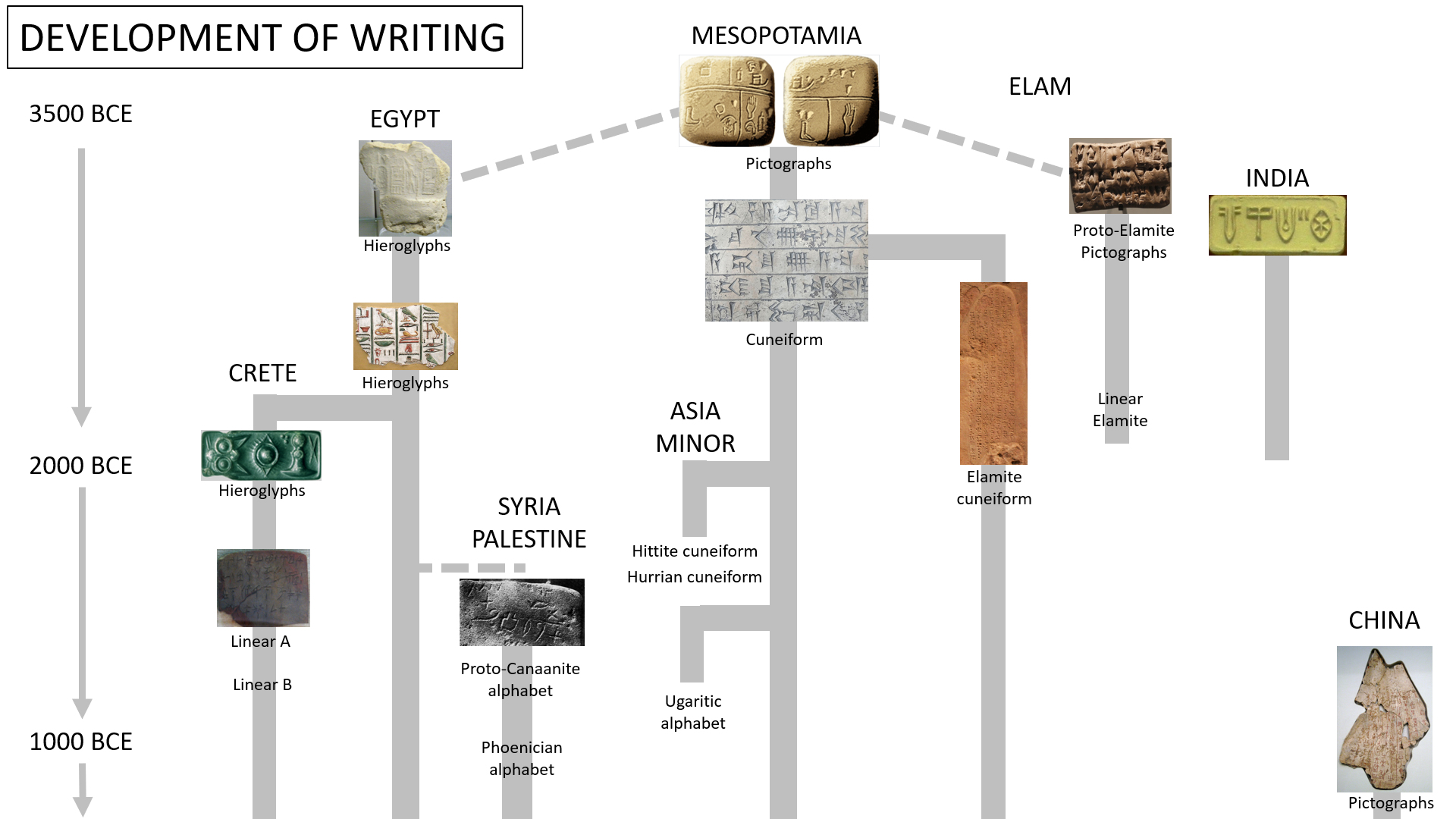
Vývoj starověkých písem

Všeobecně se předpokládá, že písmo vzniká z obrázků, které si lidé namalovali (vyryli, poznačili apod.). Tyto obrázky (řekněme rané piktogramy) se postupně zjednodušovaly a proměňovaly, až mnohokrát nepřipomínají původní obrázek. 
Zpravidla se uvádí, že na základě podobnosti ve znění určité části slova se začal odpovídající znak používat jako označení této části i ve slovech dalších, která sice měla absolutně rozdílný význam, ale jejich určitá část zněla stejně. To mělo za následek fakt, že slova se prodlužovala (již nestačil pouze jeden znak na slovo), současně však ubývalo znaků (Příkladem je vznik Elamského, Akkadského, Asyrského,… a dalších písem z písma Sumerského, které bylo původně logografické). Tento proces vede ke vzniku sylabických písem a po pokračování tohoto procesu ku vzniku písem alfabetických. Je však třeba upozornit na možnost mísení těchto typů, alespoň do určité míry.

## Materiály využívané pro první písemnosti
Mezi používané materiály patřily hliněné tabulky, kamenné či řídce kovové tabulky a stély, kosti, papyrus a pergamen. Do současné doby se dochoval a byl zdokumentován jen zlomek ze starověkých písemností, protože některé z použitých materiálů podléhají zkáze a šance na jejich zachování není velká.

### Hliněné tabulky

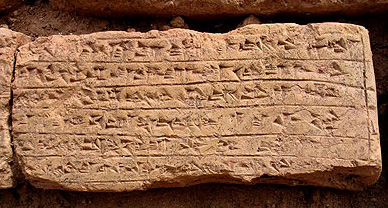
Hliněná tabulka s klínovým písmem

Hliněné tabulky se používaly velmi hojně zejména v Mezopotámii a Přední Asii. Příčinou byl nedostatek kamene či dřeva. Díky značné trvanlivosti se jich mnoho dochovalo do dnešní doby. Pro písaře byly rovněž výhodné díky tomu, že nebyla nutná příliš velká síla pro psaní v porovnání s kamenem, nebo kostmi.

### Kamenné tabulky a stély

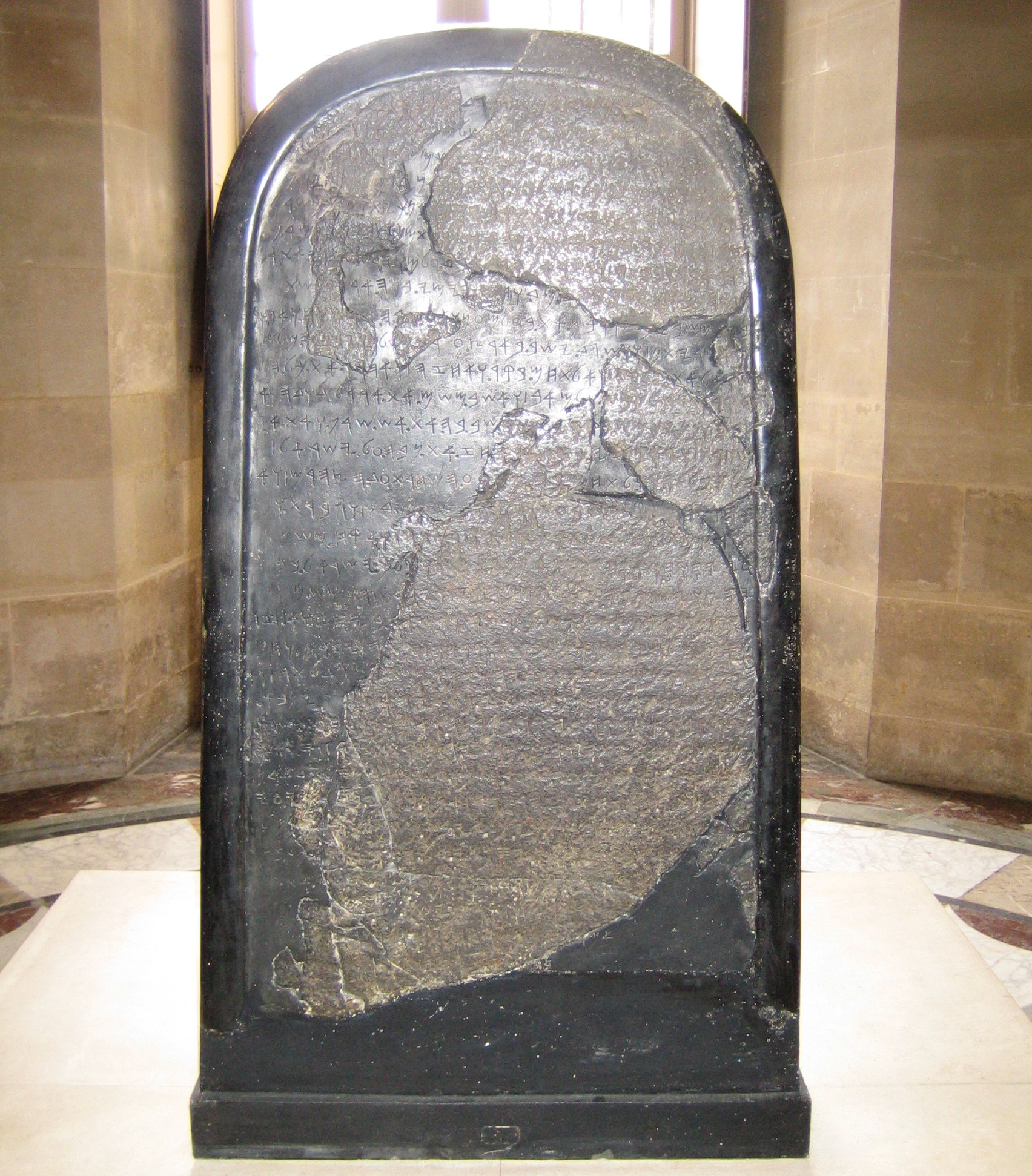
Méšova stéla

Jeden z nejtrvanlivějších způsobů zapsání informace je její vytesání do kamene. Takřka po celém světě nalézáme doklady o používání tohoto typu materiálu. Například i z Mezopotámie máme nálezy z chrámů, či paláců, které měly stěny pokryté nástěnnými reliéfy, často popsanými písmem. Takové nálezy je možné vidět například v Britském muzeu, nebo v Berlínském muzeu Pergamon. 

### Kosti
Další z velmi trvanlivých materiálů. Problémem však je relativně malá plocha kosti a tudíž nepříliš mnoho prostoru pro zapsání informací. Na druhou stranu šlo o relativně snadno dostupný materiál, který se pro výrobu nástrojů, či jiné zužitkování používal již od pravěku. 

### Papyrus

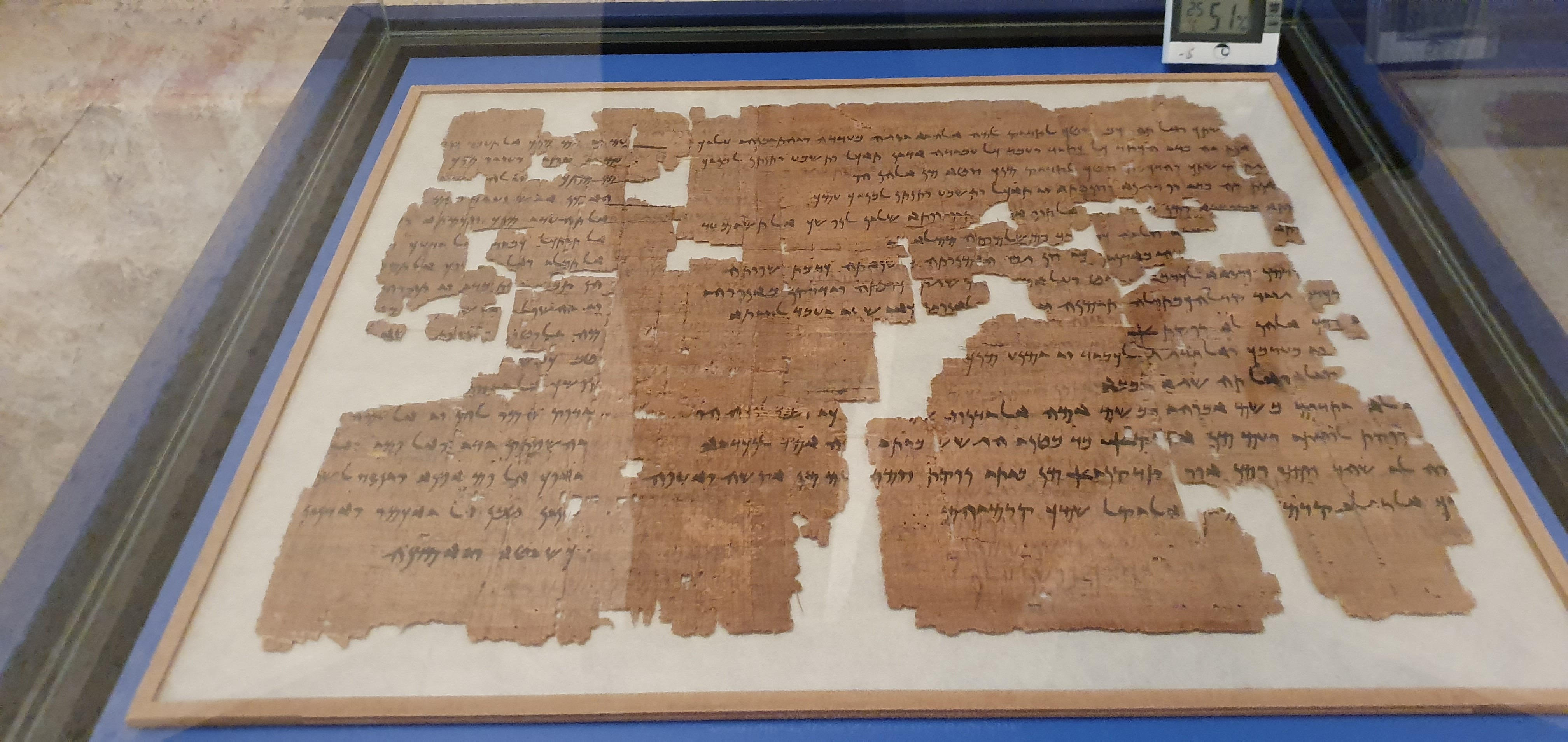
Papyrus

Psací materiál vyráběný z rostliny Šáchoru papírodárného. Známý především ze starověkého Egypta. Přestože je jako takový poměrně křehký a choulostivý, dochovalo se na něm v Egyptě mnoho písemných pramenů. Zejména díky suchému klimatu a stálému prostředí v hrobkách a dalších stavbách, jež představují významná naleziště.

## Konkrétní příklady

### Afrika
- Egyptské hieroglyfy
  - Jedno z nejznámějších historických písem. Existuje přes 700 různých znaků a celý systém je komplikován faktem, že obsahuje logogramy, tak znaky s fonetickým významem. Další problém je v absenci znaků pro samohlásky (používány jsou pouze souhlásky) a pokud tím vyvstane nějaká nejasnost, do textu je doplněn znak, který má problém vysvětlit.
  - Díky suchému podnebí v místech hrobek se dochovalo množství písemných materiálů, z nichž se podařilo vyčíst mnohé o životě i víře starověkých Egypťanů.
  - Byly rozluštěny Jean-François Champollionem, který využil nález Rosettské desky.
- Hieratické písmo
  - Kněžské písmo starověkého Egypta. Existují teorie o vzniku z hieroglyfů i o opačném původu (tedy, že hieroglyfy vznikly z hieratického písma). Bylo na psaní daleko jednodušší, než písmo hieroglyfické a protože nebylo vyhrazeno pouze pro náboženskou oblast, bylo používáno i pro sekulární účely. Konkrétně bylo využíváno obchodníky a úředníky.
- Démotické písmo
  - Nejběžněji používané starověké písmo Egypta vzniklo z písma hieratického. Používalo se mezi šestým stoletím před naším letopočtem a pátým století našeho letopočtu. Poté bylo zapomenuto a znovu pak rozluštěno v devatenáctém století díky podobnosti z Koptským písmem (které se z něj později vyvinulo) a díky nálezu Rosettské desky.
- Koptské písmo
  - Vzniká z písma démotického pro zápis staroegyptštiny ve čtvrtém století našeho letopočtu za vlády Ptolemaiovců. Je však značně odlišné od původního démotického písma, protože pod helénským vlivem přejala mnoho z abecedy řecké. Je výjimečná faktem, že jako první egyptské písmo uvádí nejen souhlásky, ale také samohlásky.
- Tifinagh
  - Hláskové písmo národů severní Afriky. Vzniká pravděpodobně ve druhém století před naším letopočtem nejspíše z písma fénického. Původně se jím psalo zprava doleva - až moderní forma používaná v Maroku se píše opačně. Známe čtyři typy tohoto písma - Východní, Západní, Saharský a Libyjský.

### Amerika
- Mayské písmo
  - Dlouho odolávalo rozluštění. Pro některé výrazy obsahuje několik možností zápisu. Používalo se nejpozději od 3. století před Kristem až do 16. století našeho letopočtu. Jde o logosylabické písmo, tedy o  písmo jež obsahuje znaky jak pro jednotlivé hlásky, tak pro celé slabiky.
- Olmécké písmo
  - O Olmécích toho obecně mnoho nevíme. Z jejich písma známe pouze úryvek nalezený na Cascajalské desce. Ten není rozluštěn, což může být zapříčiněno i tím, že neznáme ani jazyk Olméků. Olmékové jako civilizace prosluli především velkými kamennými hlavami, které po sobě zanechali.

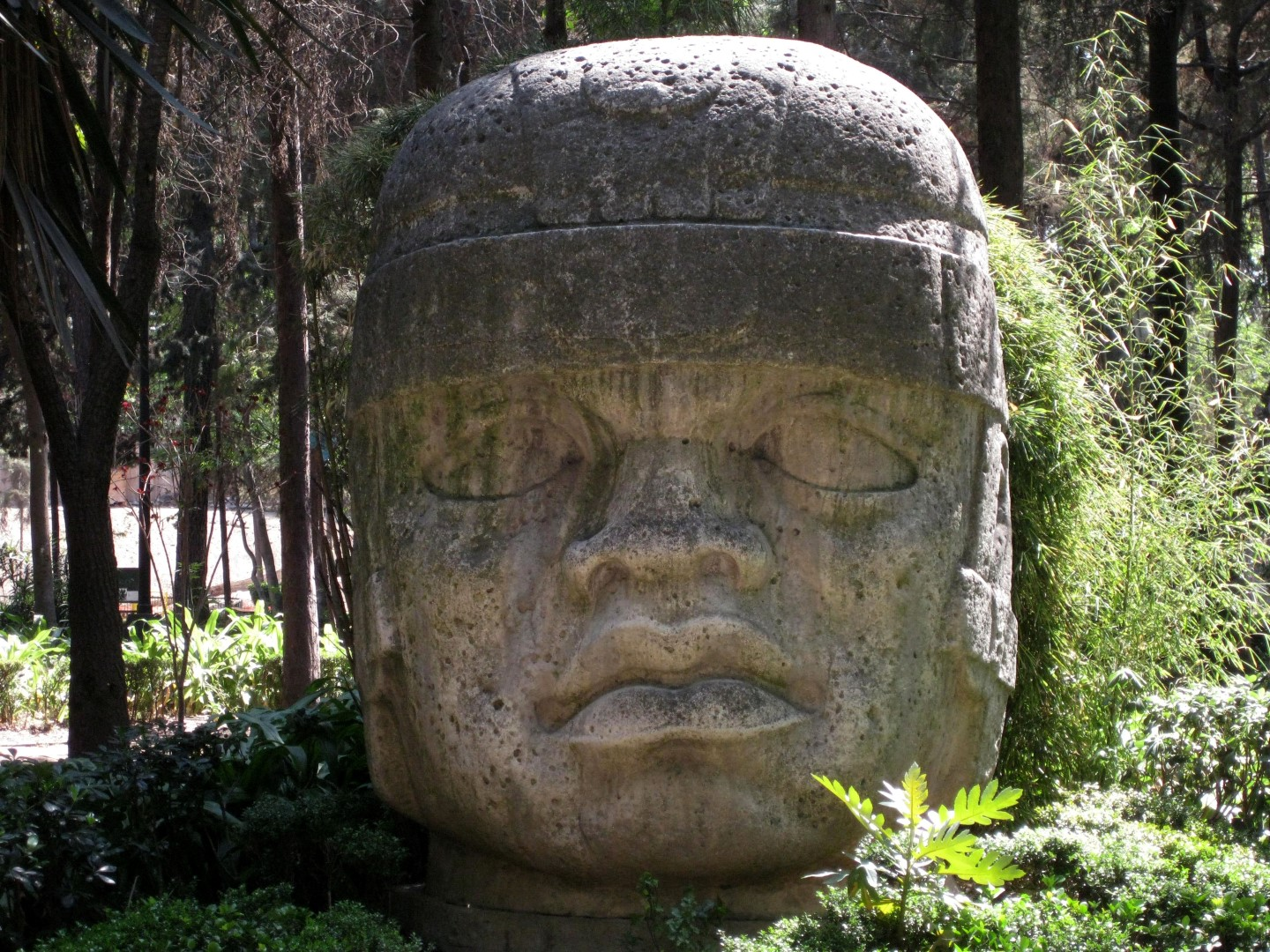
Jedna z kamenných olméckých hlav, která se dochovala

### Asie
- Sumerské písmo

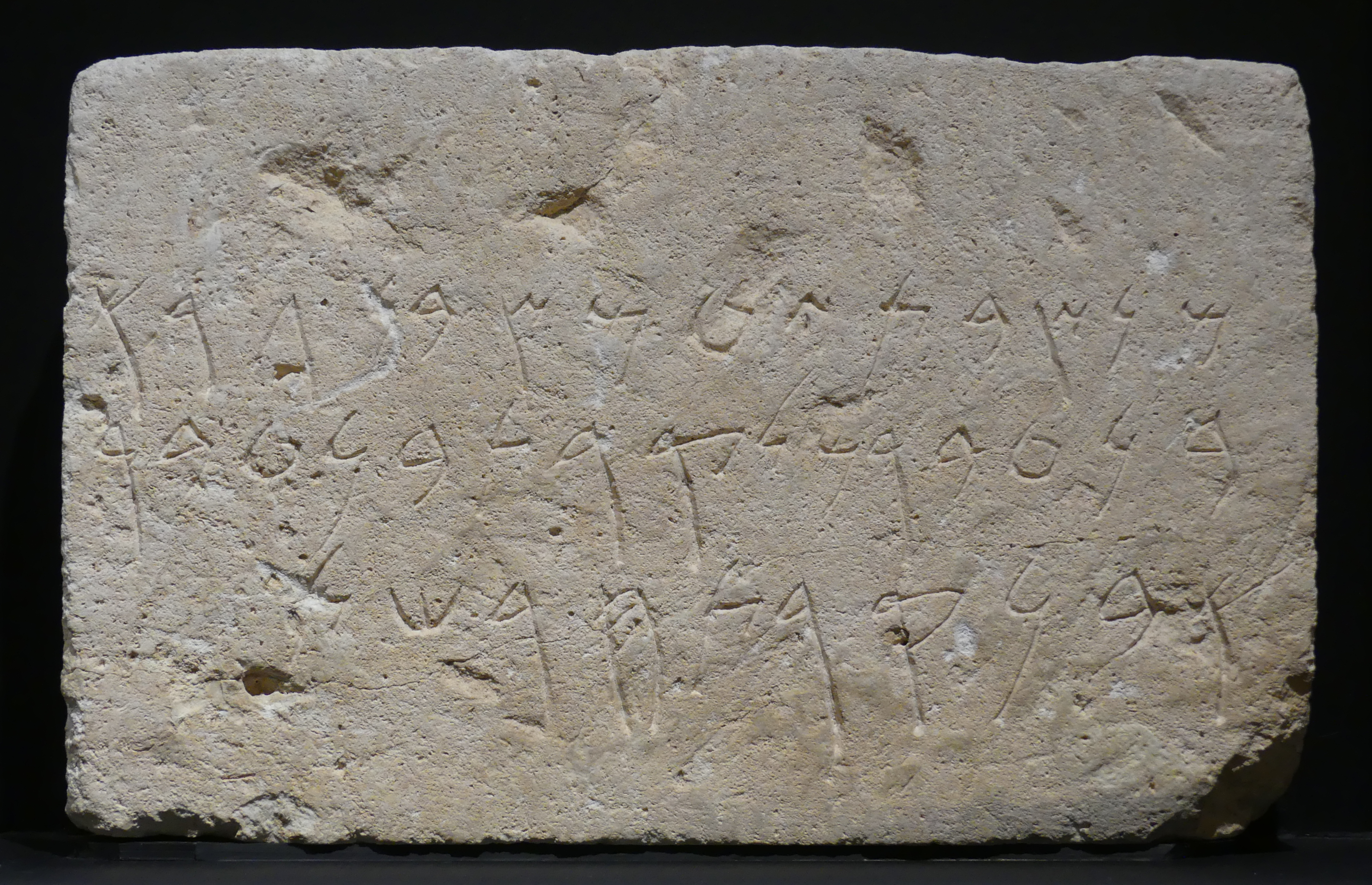
Fénická stéla

  - Bylo používáno od třetího tisíciletí před naším letopočtem v oblasti Sumeru, tedy v Mezopotámii. Sumeřané byli prvními, o kom víme, že toto písmo využíval, ale není možné určit, zda ho dříve nepřevzali od jiného národu. Později se přetváří na klínové písmo, které se rozšiřuje do velké části tehdy známého světa.
- Protosinajské písmo
  - Jedná se o písmo, které zkoumáme na základě nemnoha nálezů v oblasti Sinajského poloostrova. Některé znaky byly převzaty z Egyptských hieroglyfů. Je považováno za předchůdce fénického písma. Žel kvůli nedostatku příkladů o něm nemáme mnoho informací.
- Fénické písmo
  - Je hláskové písmo, konkrétně souhláskové - nemá tedy znaky pro samohlásky. Celkem obsahuje 22 znaků a píše se jím zprava doleva. Starověcí féničané byli výborní mořeplavci a čilí obchodníci, a tak se jejich písmo rozšířilo po velké části středomoří a stalo se základem pro mnoho pozdějších písem. Stalo se například předkem řecké alfabety a tranzitivně pak cyrilice a latinky.
- Anatolské písmo
- Klínové písmo
  - Klínovým písmem se psalo ve starověku na velké části území Mezopotámie, dnešní Palestiny a Anatolie (= území Malé Asie, zhruba dnešní Turecko). Psalo se jím "vytlačováním znaků" rákosem do měkké hliněné tabulky (avšak mohlo i tesáno do kamene, nebo zaznamenáváno jinak). Původně piktografické písmo psáno po sloupcích se fonemizovalo, zjednodušilo a začalo psát zleva doprava. V některých případech se dochovaly hliněné tabulky díky vypálení způsobeném požárem městského státu během válek.
- Aramejské písmo
  - Aramejština se rozšiřovala spolu s šířením Perské říše. Byla totiž jejím úředním jazykem (kupříkladu části Starého Zákona jsou napsány Aramejsky). Spolu s ní se šířilo i Aramejské písmo, které vzniklo z původního fénického písma, kterým se dříve aramejština zapisovala. Postupně Aramejské písmo začalo nahrazovat i písma dalších národů - například původní písmo hebrejské (nazývané také jako písmo paleohebrejské).
- Paleohebrejské písmo
  - Izraelské kmeny, které pronikly na území dnešní Palestiny přejímaly písmo místní a pro zápis vlastního jazyka začaly používat písmo, které pravděpodobně pochází z písma fénického a písma protosinajského. Pomocí tohoto písma bylo napsáno mnoho písemných dokladů, které se podařilo nalézt. Nutno také podotknout, že toto písmo dlouho sloužilo také pro vlastenecké účely, byť se po šestém století před naším letopočtem v běžném životě nepoužívalo. Definitivní ukončení používání paleohebrejského písma je datován do druhého století našeho letopočtu, kdy ho židovští rabíni prohlásili za nevhodné pro zápis posvátných textů.
- Hebrejské písmoHebrejské písmoVytesaný nápis písmem Bráhmí v Kanherské jeskyni (nedaleko Bombaje). 

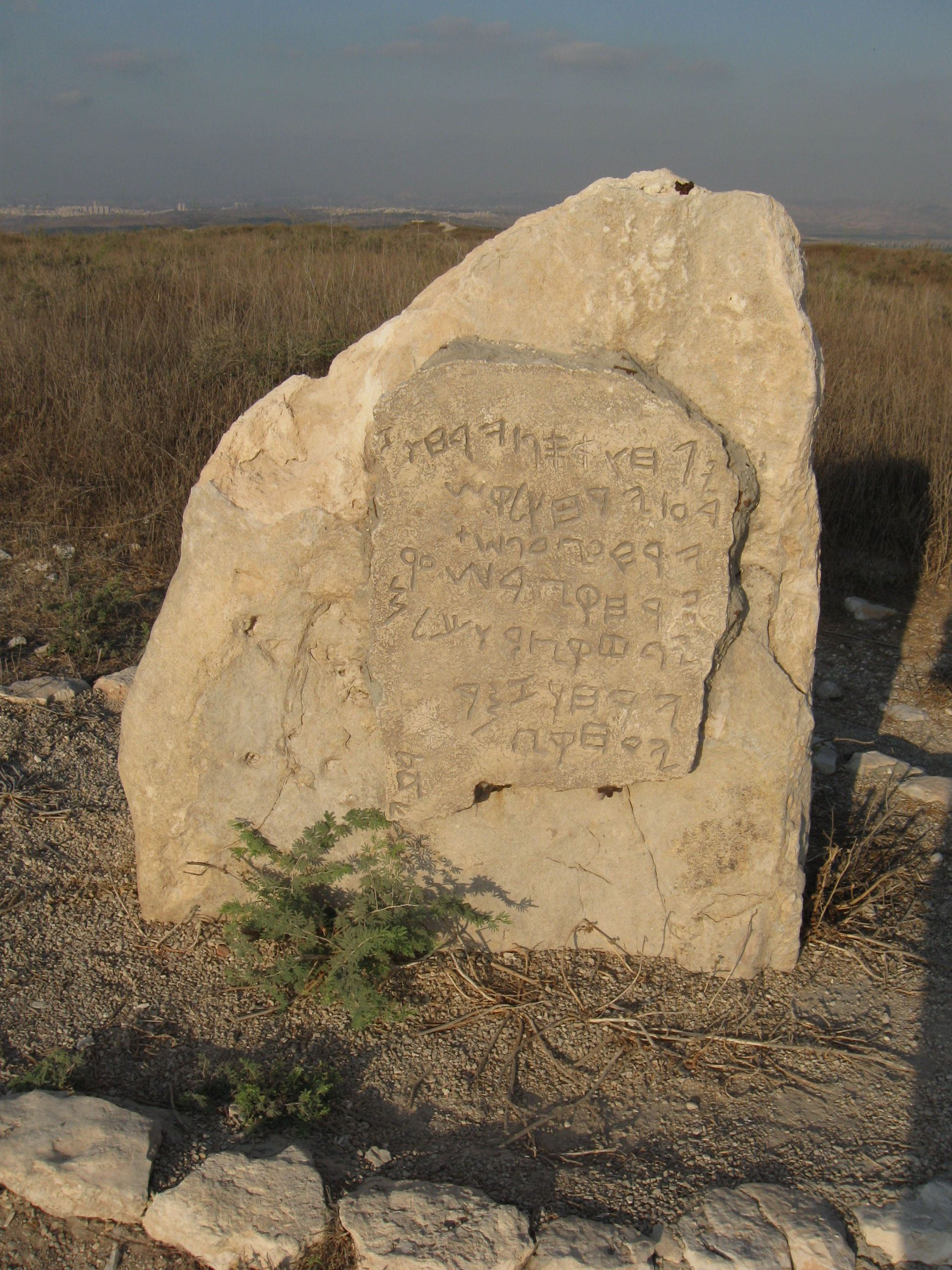
Hebrejské písmo

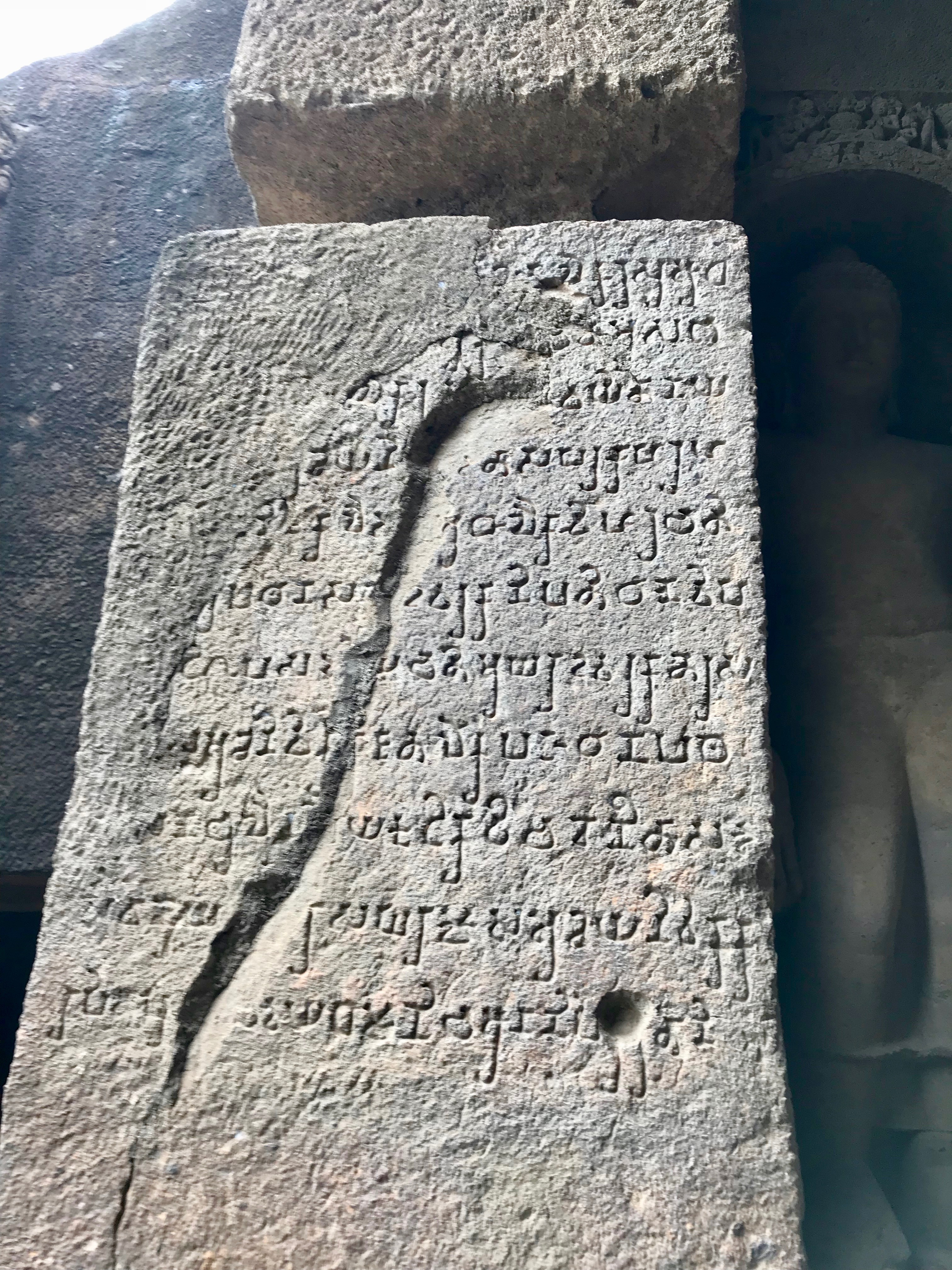
Vytesaný nápis písmem Bráhmí v Kanherské jeskyni (nedaleko Bombaje).

  - Po dobytí izraelského (také "deseti kmenného království") a judského (také "dvou kmenného království") začalo docházet ku úbytku používání paleohebrejského písma a začalo se v běžném životě upřednostňovat písmo, které se vyvíjelo z písma Aramejského. Konkrétním důvodem byla nadvláda Novobabylónské a později především Perské říše. Vzniklo tak písmo židovsko-aramejské. To ovšem procházelo dalším vývojem, až bylo ve druhém století našeho letopočtu kvadrátní písmo prohlášeno za vhodné pro zápis posvátných textů tehdejšími rabíny.
- Arabské písmo
  - Oproti ostatním příkladům jde o relativně moderní písmo, neboť vzniká až ve čtvrtém století našeho letopočtu. Zůstalo však primárním písmem mnoha států. Jako předchůdce tohoto písma je zpravidla uváděno fénické písmo. A podobně jako jeho další "potomek", hebrejské písmo, se píše zprava doleva. Zajímavostí je, že pro zápis jednoho písmena existují v písmu čtyři znaky. Jeden pro začátek slova, jeden pro střed slova, jeden pro konec slova a jeden pro situaci, kdy stojí znak samostatně. Arabské písmo dnes používají i jazyky nepříbuzné arabštině - jde o pozůstatek šíření islámu.
- Kharóšthí
  - Taktéž nazýváno gandhárské písmo, podle oblasti vzniku. Bylo využíváno tři století před a po začátku našeho letopočtu. Na rozdíl od dalších indických písem se jím píše zprava doleva, podobně jako je tomu u písma, ze kterého toto písmo vzniklo - z písma aramejského. To však, jestli vzniklo postupně, nebo šlo o cílenou práci člověka, či skupiny lidí však není známé. Rozluštil ho, podobně jako písmo Bráhmí, v devatenáctém století James Prinsep. Jde o abecedně-slabičné písmo.
- Bráhmí
  - Jde o písmo, které se používalo ve starověké Indii nejpozději od třetího století před naším letopočtem až do doby před 14. stoletím. V té době již nebyl známý nikdo, kdo by tomuto písmu rozuměl. Bylo však rozluštěno v devatenáctém století anglickým učencem a orientalistou Jamesem Prinsepem. Původně písmo využívalo 32 souhlásek a 5 samohlásek, později bylo o dvě samohlásky rozšířeno. Existují teorie o původu v aramejském (potažmo v fénickém písmu).

### Evropa
- Krétské hieroglyfy
  - Jako Krétské hieroglyfy označujeme dosud nerozluštěné písmo Mínojské civilizace, která vznikla na Krétě. Podobně jako máme nemnoho informací o Mínojcích, tak i o jejich písmu toho víme velmi málo. Nenašel se nikdo, kdo by toto písmo rozluštil, což může být dáno i tím, že se používal pro zápis neznámého jazyka, nazývaného mínojština. Ta ostatně také nebyla klasifikována.
- Krétské lineární písmo A
  - Rovněž nerozluštěné písmo mínojské civilizace. Uvádí se, že vzniklo z Krétských hieroglyfů, byť se pravděpodobně tato písma alespoň nějakou dobu používala souběžně. Velký rozdíl oproti hieroglyfům tkví ve faktu, že Lineární písmo A se již používalo pro zápis starověké řečtiny.
- Krétské lineární písmo B
  - Fonetické, sylabické písmo, které k zápisu starověké řečtiny používala především mykénská civilizace. Nebyla však jediná, nálezy písemných záznamů v tomto písmu pocházejí i z Kréty. Toto písmo bylo rozluštěno až ve dvacátém století Michaelem Ventrisem. Celkem bylo rozpoznáno 87 sylabických znaků, které bylo doplněny o další znaky pomocné. Písmo bylo používáno pouze pro účely byrokratické, což je možná jeden z důvodů, proč se může zapsaný jazyk jevit nezvykle.
- Runy
  - Písmo, které používaly germánské národy, nálezy máme od druhého století našeho letopočtu. S příchodem křesťanství jsou postupně vytláčeny latinkou, přesto vydrží až do 20. století, především jako dekorativní písmo. Tak se s ním můžeme ostatně setkat i ve století 21. Nejvíce starověkých nálezů pochází ze Skandinávie a Britských ostrovů. Možná vznikly z písma Etruského a řeckého, další hypotézy mluví samostatném vzniku. Tak jako se sadě znaků latinky říká abeceda, runové sadě se říká futhark respektive futhork. Známý je Vikingský futhork, Anglosaský futhork a Germánský futhark prostý.
- Arménské písmo
  - Bylo vyvinuto cíleně Mesropem Maštocem v pátém století našeho letopočtu, pro zápis překladu Bible do arménštiny. Jedná se tedy o jedno z nejmladších starověkých písem. Podle čeho vytvořil znaky není jisté, jedna z teorií mluví o inspiraci řeckými písmeny. Dnešní Arménská abeceda (jde tedy o hláskové písmo) je tvořena 38 písmeny plus dalšími modifikátory (jako má čeština háček a čárku). To ovšem neplatilo pro původní písmo - během středověku bylo mnoho písmen přejato. Písmena se kromě toho používají i pro zápis číslic.
- Latinka
  - Nejpoužívanější písmo světa, které je používáno i pro alternativní zápis jazyků s vlastními písmy jako ruštiny nebo čínštiny, byť původně bylo určeno (jak napovídá název) pro zápis latiny. Vývoj byl nejpravděpodobněji z fénického a řeckého přes etruské písmo. Prošla dlouhým vývojem, současné písmo je značně odlišné od písma starověkého. Původně obsahovala například pouze 20 písmen. Je ale podstatné, že šlo a jde o písmo alfabetické, které obsahuje a obsahovalo souhlásky i samohlásky.